# Marina Glezer
Marina Glezer (São Paulo, 17 de outubro de 1980) é uma atriz argentina nascida no Brasil.

## Filmografia

### Televisão
| Ano  | Título         | Papel                     | Notas | Ref.  |
| ---- | -------------- | ------------------------- | ----- | ----- |
| 2012 | Avenida Brasil | Mercedes Hernandez García |       | [ 3 ] |
| 2014 | La celebración | Episódio: Niño            |       |       |

## Cinema
- Sudor frío (2010) .... Suly
- Las vidas posibles (2007)... Helena
- Diários de Motocicleta (2004) .... Celita Guevara[4]